# Flauto (registro d'organo)
Il flauto è un particolare registro dell'organo.

## Struttura
Si tratta di uno dei registri ad anima più antichi, esistente in tutte le misure, da 16' fino ad 1' (anche se quest'ultimo prende solitamente il nome di sifflöte). La sua prima comparsa è attestata quando si iniziarono a rendere indipendenti le file dei blockwerk medioevali, antichi strumenti nei quali, in origine, tutti i registri suonavano contemporaneamente.
Il termine flauto è generico, in quanto il registro ha assunto, a seconda delle scuole organarie nazionali, delle sue particolarità costruttive, del timbro e del periodo, i più svariati nominativi, come blockflöte, feldflöte, flauto cavo, flauto in selva, eccetera.
Solitamente, con l'uso del termine generico, si intende un registro imitativo dell'omonimo strumento.